# Attaque de Ber
Pour les articles homonymes, voir Bataille de Ber.
Guerre du Mali
Batailles
L'attaque de Ber a lieu le 27 octobre 2018, pendant la guerre du Mali.

## Déroulement
Le 27 octobre 2018 à l'aube, vers 5 h 30, les djihadistes attaquent le camp de la MINUSMA à Ber,. À cette période, le camp de Ber est défendu par une compagnie d'infanterie burkinabée du bataillon 1-6.
Les djihadistes attaquent avec plusieurs pick-up : certains sont armés de lance-roquettes ou de mitrailleuses, d'autres sont chargés d'explosifs et utilisés pour des attaques suicides,. Les djihadistes poursuivent ensuite l'assaut à pied. L'attaque est cependant repoussée par les casques bleus.
Le 29 octobre, l'attaque est revendiquée par le Groupe de soutien à l'islam et aux musulmans qui affirme avoir mené l'assaut avec 80 hommes, dont deux kamikazes,.

## Pertes
Selon l'ONU, deux casques bleus sont tués et plusieurs blessés lors de l'attaque,. L'état-major général des armées du Burkina Faso annonce pour sa part avoir perdu deux soldats tués et cinq autres blessés. En décembre 2018, le rapport de l'ONU sur la situation au Mali fait état de deux morts et onze blessés parmi les casques bleus.
Selon RFI, les djihadistes comptent également des victimes dans leurs rangs. RFI indique aussi que selon une source médicale à Ber, des enfants ont été blessés par balles.

## Réactions
L'attaque est condamnée par Mahamat Saleh Annadif, représentant spécial du secrétaire général de l'ONU et chef de la Minusma, qui déclare : « Je condamne fermement cette attaque brutale qui n'entamera pas notre détermination à appuyer le Mali dans sa marche vers la paix ».